# Austria en los Juegos Olímpicos de Lake Placid 1980
Austria estuvo representada en los Juegos Olímpicos de Lake Placid 1980 por un total de 43 deportistas que compitieron en 6 deportes.  
La portadora de la bandera en la ceremonia de apertura fue la esquiadora Annemarie Moser-Pröll.

## Medallistas
El equipo olímpico austríaco obtuvo las siguientes medallas:
| Nombre                        | Deporte         | Competición        |
| ----------------------------- | --------------- | ------------------ |
| Oro                           |                 |                    |
| Leonhard Stock                | Esquí alpino    | Descenso M         |
| Annemarie Moser-Pröll         | Esquí alpino    | Descenso F         |
| Anton Innauer                 | Saltos en esquí | Trampolín normal M |
| Plata                         |                 |                    |
| Peter Wirnsberger             | Esquí alpino    | Descenso M         |
| Peter Wirnsberger             | Saltos en esquí | Trampolín grande M |
| Bronce                        |                 |                    |
| Hans Enn                      | Esquí alpino    | Eslalon gigante M  |
| Georg Fluckinger Karl Schrott | Luge            | Doble M            |